# Rússia Justa
Rússia Justa  (em russo: Справедли́вая Росси́я ,Spravedlivaya Rossiya), é um partido político da Rússia fundado em 2006, através da união de diversos partidos de centro-esquerda e esquerda.
Ideologicamente, o partido posiciona-se no centro-esquerda, seguindo uma linha próxima da social-democracia e do socialismo democrático. 
O partido é membro da Internacional Socialista.

## Resultados Eleitorais

### Eleições presidenciais
| Data | Candidato apoiado | 1ª Volta   | 1ª Volta   | 2ª Volta | 2ª Volta |
| Data | Candidato apoiado | Votos      | %          | Votos    | %        |
| ---- | ----------------- | ---------- | ---------- | -------- | -------- |
| 2008 | Dmitri Medvedev   | 52 530 712 | 71,2 (1.º) |          |          |
| 2012 | Serguei Mironov   | 2 755 642  | 3,9 (5.º)  |          |          |

### Eleições legislativas
| Data | M. Uninominal | M. Uninominal | M. Proporcional | M. Proporcional | M. Proporcional | Deputados | +/- | Status   |
| Data |               |               | Votos           | %               | +/-             | Deputados | +/- | Status   |
| ---- | ------------- | ------------- | --------------- | --------------- | --------------- | --------- | --- | -------- |
| 2007 |               |               | 5 383 639       | 7,7 (4.º)       |                 | 38 / 450  |     | Oposição |
| 2011 | 8 659 522     | 13,2 (3.º)    | 6,5             | 64 / 450        | 26              | Oposição  |     |          |
| 2016 | 5 017 645     | 10,0 (4.º)    | 3 275 053       | 6,2 (4.º)       | 7,0             | 23 / 450  | 41  | Oposição |